# Ernst Wilhelm von Baumbach

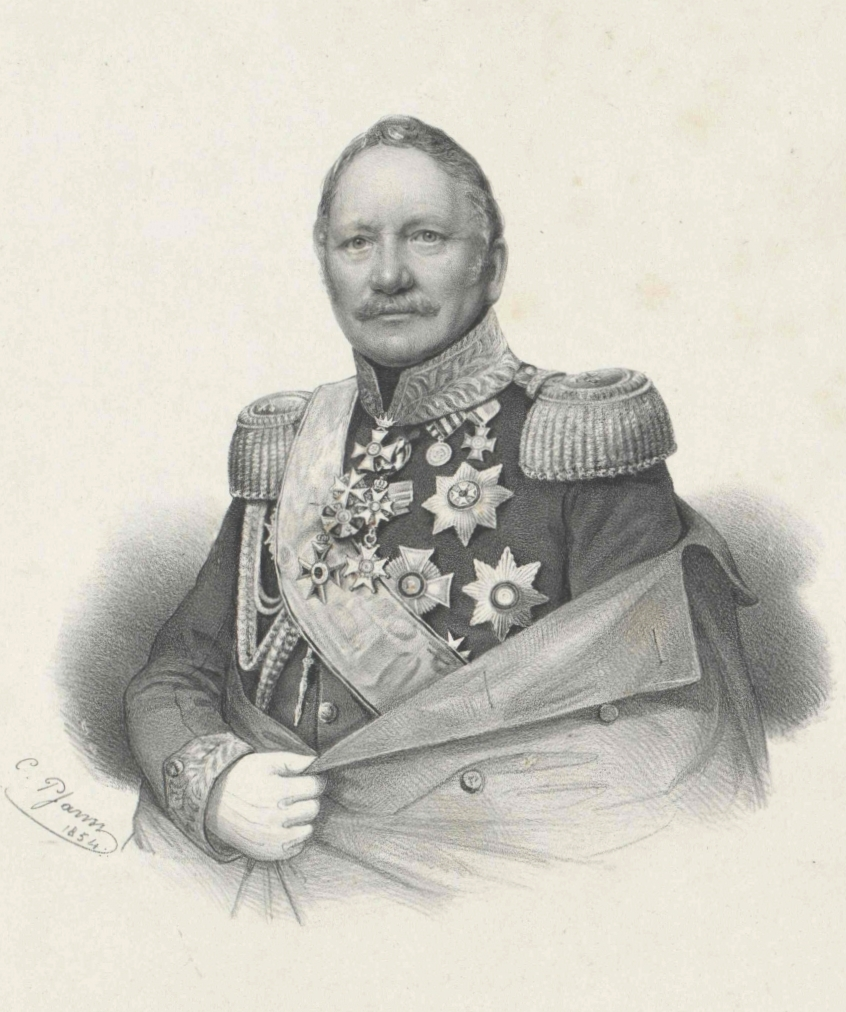
Ernst von Baumbach, Stich von Christian Pfann (1854)

Ernst Wilhelm von Baumbach (* 13. Dezember 1791 in Nentershausen; † 7. August 1860 in Stuttgart) war ein württembergischer Generalleutnant und Gouverneur von Stuttgart.

## Leben
Ernst Wilhelm von Baumbach war der dritte Sohn des kurhessischen Landrats Ludwig Wilhelm von Baumbach (1755–1811) und dessen Ehefrau Sophie Christine von Wangenheim (1764–1841). Seine Schwester Sophie (1785–1869) war mit Wilhelm Ludwig von Eschwege verheiratet.
Ernst von Baumbach trat in die Württembergische Armee ein und nahm als Premier-Leutnant im Infanterie-Regiment Nr. 1 Prinz Paul an Napoleons Russlandfeldzug 1812 teil. 1816 wurde Hauptmann von Baumbach an Stelle des Hauptmanns von Faustigny zum württembergischen Geschäftsträger im Hauptquartier des Herzogs von Wellington ernannt. 1819 verlieh ihm Wellington den Bathorden. Baumbach war von 1818 bis 1835 württembergischer Militärbevollmächtigter bei der deutschen Bundesversammlung. Später wurde er zum Gouverneur von Stuttgart ernannt.
1838 schrieb Baumbach unter Verwendung der Aufzeichnungen seines Kriegskameraden Wildermuth das Tage-Buch von 1812 (279 Seiten) und 1839 das Tage-Buch von 1813 (167 Seiten) und das Tage-Buch von 1814 (149 Seiten), in denen er über den Russlandfeldzug berichtete. Der militärische Nachlass Ernst von Baumbachs befindet sich im Hauptstaatsarchiv Stuttgart unter der Signatur M 660/053.
Ernst von Baumbach war mit Louise van der Hoop (* 1801), Tochter des holländischen Majors Adrian van der Hoop und dessen Ehefrau Anna Gertrud Kolff (1769–1838), verheiratet. Deren Sohn Ernst Ludwig (1823–1880) heiratete Mathilde van der Hoop und hatte die Söhne Ernst Ludwig (* 1853), Walter (* 1863) und Friedrich Adolph (* 1873).

## Auszeichnungen
- 1849: Großkreuz des Württembergischen Friedrichs-Ordens
- 1851: Großkreuz des Ordens der Württembergischen Krone[1]
- 1852: Kommenturkreuz des Württembergischen Militärverdienstordens
- Württ. Goldenes militärisches Dienstehrenzeichen
- Württ. Kriegsdenkmünze
- 1819: Großbritannischer Bath-Orden
- Kommandeur II. Klasse des Ordens vom Zähringer Löwen
- Kommandeur II. Klasse des Großherzoglich Hessischen Ludwigsordens
- Ritter I. Klasse des Russischen Sankt-Stanislaus-Ordens
- Großoffizier der Französischen Ehrenlegion
- Ehrenritter des Johanniterordens